# Stadionul Republican
Ne doit pas être confondu avec Stadionul Republicii.
Le Stadionul Republican était un stade de football situé dans la ville de Chişinău en Moldavie.
Il a été construit en 1952 et pouvait accueillir une capacité de 8 084 spectateurs.

## Histoire
Il a été démoli en 2007. 
Il accueillait les matchs du Dacia Chisinau ainsi que des rencontres de l'équipe nationale.
Dix-sept finales de la coupe de Moldavie de football se sont également déroulées dans ce stade.